# Ehrlichiosis
Ehrlichiosis is een infectieziekte die vooral honden treft en in veel mindere mate ook mensen en katten. Ehrlichiosis wordt veroorzaakt wordt door micro-organismen van de groep der rickettsiae, zoals Ehrlichia chaffeensis.
De infectie wordt door tekenbeten overgebracht en kan worden behandeld met antibiotica.
In het acute stadium is deze ziekte goed te behandelen, maar als de ziekte chronisch is geworden, dan helpt antibiotica vaak niet meer voldoende.
Er is dan al te veel schade in het lichaam aangericht.
Er worden twee vormen onderscheiden: monocytaire ehrlichiose en granulocytaire ehrlichiosis. De ziekte verloopt over het algemeen mild en zelfs asymptomatisch (geheel onopgemerkt) maar levensbedreigende gevallen komen wel voor. De ziekte is verwant aan de Rocky Mountains spotted fever, die ook door een rickettsia wordt veroorzaakt. 3 tot 16 dagen na een tekenbeet treedt koorts op, moeheid, spierpijnen, en soms een huiduitslag.
De diagnose is moeilijk en er is geen makkelijk beschikbare test. Er is in totaal maar een klein aantal gevallen beschreven in de VS, ongeveer 200, maar dit zou ook het topje van een ijsberg kunnen zijn.
Voor zover bekend kwam de ziekte alleen in Amerika voor en wordt overgebracht door de 'lone star tick' (Amblyomma americanum)
Deze ziekte kwam in Nederland niet voor, slechts bij uitzondering bij een hond die in het buitenland was geweest. 
Waarschijnlijk door klimaatverandering rukt deze ziekte op naar het Noorden. Er zijn in 2010 twee bewezen gevallen afkomstig van Terschelling, in augustus 2002 werd de ziekte geconstateerd bij een hond in Zeeland, en in juli 2011 werd de ziekte geconstateerd bij een hond in Drenthe. 